# Neuburg am Rhein
Neuburg am Rhein is een plaats in de Duitse deelstaat Rijnland-Palts, en maakt deel uit van de Landkreis Germersheim.
Neuburg am Rhein telt 2.582 inwoners.

## Bestuur
De plaats is een Ortsgemeinde en maakt deel uit van de Verbandsgemeinde Hagenbach.

## Geschiedenis
Tot 1590 lag Neuburg op de rechter-Rijnoever; door natuurlijke veranderingen van de stroombedding kwam het dorp daarna eerst op een eiland te liggen en later op de linkeroever.

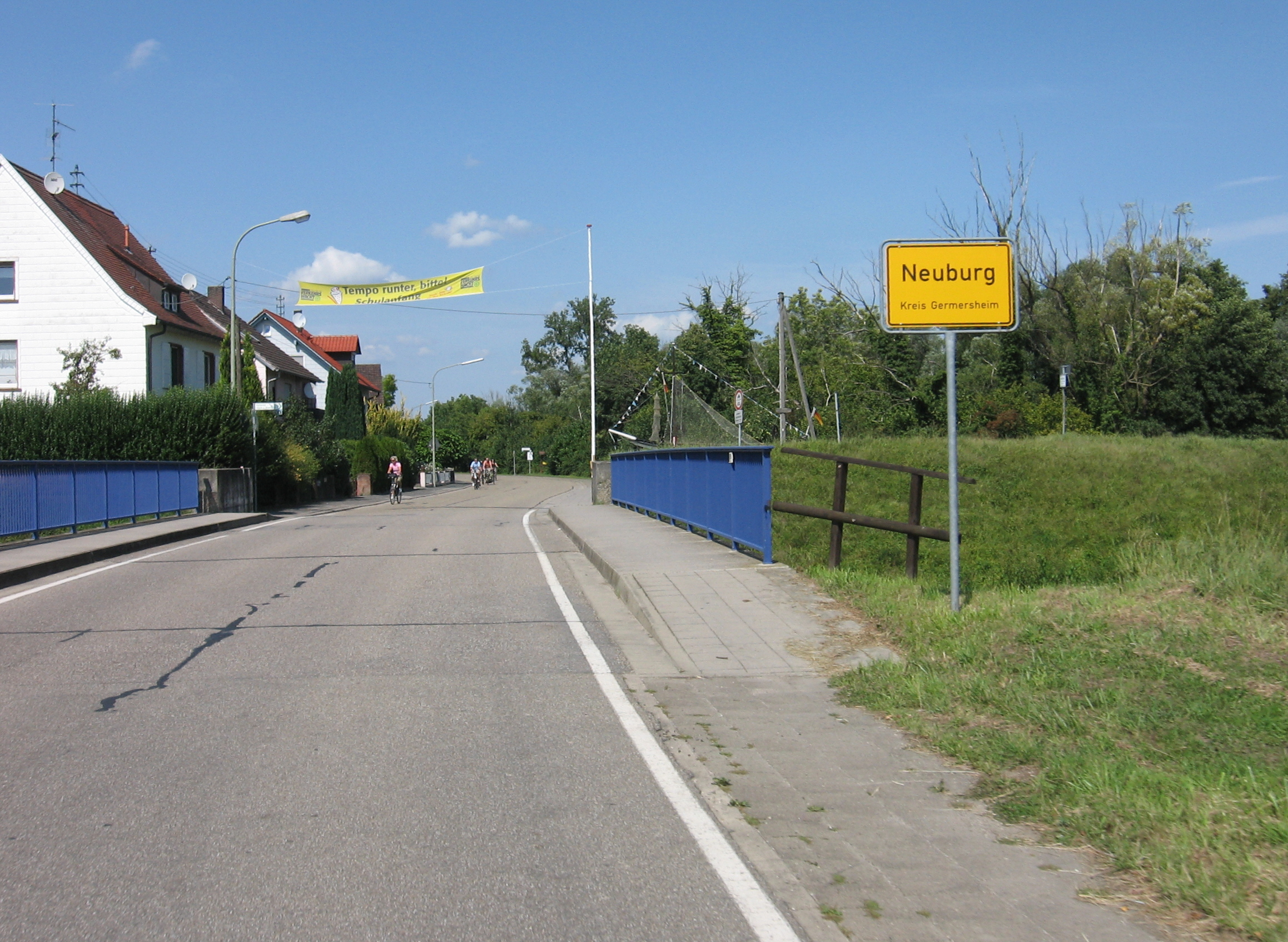
Ingang dorp

Zie ook Salm-Neuburg.